# الفن اليوناني الحديث

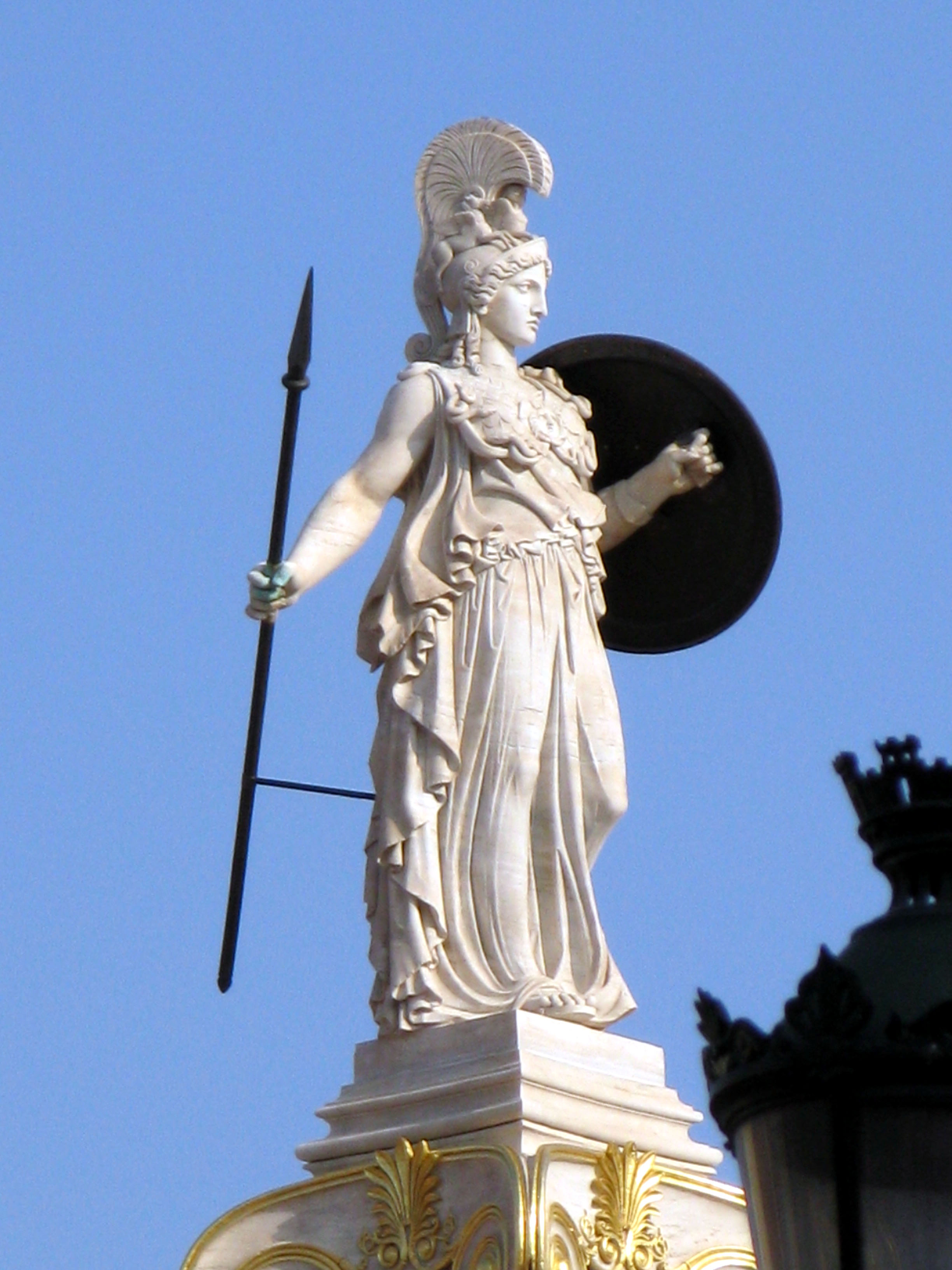

الفن اليوناني الحديث هو الفن من الفترة ما بين نشوء دولة اليونان الجديدة المستقلة والقرن العشرين. نظرًا لأن الجزر اليونانية كانت تحت الحكم العثماني طوال القرون الأربعة، فلم تكن جزءًا من عصر النهضة والحركات الفنية التي تلته في أوروبا الغربية. ومع ذلك، كانت الجزر اليونانية مثل كريت، والجزر الأيونية (جزر البحر الأيوني) على وجه الخصوص لفترات طويلة تحت حكم البندقية أو القوى الأوروبية الأخرى، وبالتالي كانت قادرة على استيعاب أفضل للتغيرات الفنية الجذرية التي حدثت في أوروبا خلال الفترة ما بين القرنين الرابع عشر والثامن عشر. تعد المدرسة الكريتية، وخاصة المدرسة الهيبتانيسية (مدرسة الجزر الأيونية) للفن مثالين نموذجيين على الحركات الفنية في اليونان التي اتبعت مساراتٍ موازية لمسارات أوروبا الغربية. على هذا النحو، كانت هناك اتجاهات فنية مختلفة في المجتمع اليوناني الناشئ. يمكن القول أن الفن اليوناني الحديث قد تشكل في الغالب من خلال الظروف الاجتماعية والاقتصادية الخاصة باليونان، والشتات اليوناني الكبير في جميع أنحاء أوروبا، والنخبة الاجتماعية اليونانية الجديدة، وكذلك التأثيرات الفنية الخارجية، في الغالب من ألمانيا وفرنسا.

## النحت والتصوير

### القرن التاسع عشر

#### مدرسة ميونيخ
بدأ تطور الفن اليوناني الحديث في وقت قريب من الرومانسية. استوعب الفنانون اليونانيون العديد من العناصر من زملائهم الأوروبيين، مما أدى إلى اكتمال الأسلوب المميز للفن الرومانسي اليوناني، المستوحى من المُثُل الثورية فضلاً عن جغرافيا وتاريخ البلاد. بعد قرون من الحكم العثماني، كانت هناك فرصٌ قليلة للحصول على تعليم في الفنون في اليونان المستقلة حديثًا، لذا كانت الدراسة بالخارج ضرورية للفنانين. كانت ميونيخ، بصفتها مركزًا دوليًا مهمًا للفنون في ذلك الوقت، المكان الذي اختاره أغلب الفنانين اليونانيين في القرن التاسع عشر للدراسة. في وقت لاحق، سيعودون إلى اليونان وينقلون معلوماتهم. بقي بعضهم في ميونيخ، في ما يسمى أثينا على نهر إيسار. نشأت الروابط الأكاديمية والشخصية بين الرسامين اليونانيين الأوائل وفن ميونيخ حيث ولدت «مدرسة ميونيخ» اليونانية للتصوير. كان نيكولاوس جيسيس معلمًا وفنانًا مهمًا في أكاديمية ميونيخ وسرعان ما أصبح شخصية بارزة بين الفنانين اليونانيين. سيُستبدل التصوير الأكاديمي، والواقعي، والمعبر عن الحياة اليومية، والمستخدم في الصور الشخصية للطبقة الوسطى العليا، والطبيعة الصامتة، والمناظر الطبيعية، والذي غالباً ما يجسد السمات الانطباعية، في نهاية القرن التاسع عشر بالرمزية، واليونيستيل (أسلوب الشباب)، والآرت نوفو، والتي يمكن تتبعها بشكل أساسي في أعمال نيكولاوس جيسيس، وأرستيز، وآخرين. مُثلِّت حداثة أوائل القرن العشرين أيضًا بفنانين يونانيين بارزين في ميونيخ. اختار العديد من فناني مدرسة ميونيخ هؤلاء مواضيع مثل الحياة اليومية اليونانية والعادات المحلية والظروف المعيشية. ظهر العديد من الرسامين المهمين في هذا الوقت. ثيودوروس فريزاكيس المتخصص في التصوير التاريخي والمستوحي بشكل خاص من حرب الاستقلال اليونانية عام 1821. ركز نيكيفوروس ليتراس على التصوير الواقعي للحياة اليونانية. كرّس جورجيوس جاكوبيديس اهتمامه على الرضع والأطفال، وسيصبح لاحقًا أول مدير لمعرض أثينا الوطني الجديد. كان جورجيوس رويلوس رسامًا بارزًا آخر في هذه الفترة يرتبط ارتباطًا وثيقًا بمدرسة ميونيخ، خاصة في بدايات حياته المهنية. كان كونستانتينوس فولاناكيس يستوحي في الغالب من البحر اليوناني.
من الفنانين الآخرين المرتبطين بمدرسة ميونيخ سيمون سابيدس، ويانوليس تشاليباس، ليونيداس دروسيس، بالإضافة إلى عدد قليل من الفنانين الحداثيين الذين درسوا في ميونيخ، يتضمن ثيوفراستوس تريانتافيليديس، يورجوس بوسيانيس، وكذلك جورجيو دي شيريكو.
النحاتون البارزون في المملكة اليونانية الجديدة هم ليونيداس دروسيس (كان عمله الرئيسي هو الزخرفة المعمارية المنتشرة في أكاديمية أثينا على طراز الكلاسيكية الجديدة)، لازاروس سوشوس، وجورجيوس فيتاليس، وديميتريوس فيليبوتيس، ويوانيس كوسوس، ويانوليس تشاليباس، وجورجويس بونانوس، ولازاروس فيتاليس.

#### مدرسة باريس
درس قلة من الرسامين اليونانيين في باريس. على الرغم من إقامتهم في العاصمة الفرنسية واتباعهم إرشادات أكاديمية الفنون الفرنسية، كانت لديهم دائمًا تخريجات خاصة بهم. شارك جاكوب ريزوس في الاحتفاء بالنعمة الأنثوية (بالجسد الأنثوي)، وثيودوروس راليس بمشاهد من الشرق الأرثوذكسي ونيكولاوس زيدياس تيبالدوس بالبورتريه، والطبيعة الصامتة وتصوير الحياة اليومية. خلال هذه الفترة في باريس نشأت الحركة الانطباعية الطليعية، لكن معظم الرسامين اليونانيين ظلوا مخلصين لتعاليم معلميهم مع بعض الاندفاعات الضبابية في اتجاه هذه الحركة. كان أول انطباعي يوناني هو بيركليس بنتازيس الذي، بعد باريس، استقر في بلجيكا وأصبح جزءًا من مجموعة دائرة العجين (سيركل دي لا باتيه) الطليعية.

#### الموضوعات الفنية في التصوير
استند العديد من الفنانين اليونانيين في هذه الفترة أيضًا إلى أسلوب إل جريكو في الاستلهام، وخاصةً عند صناعة فن يعتمد على الموضوعات الدينية. وهذا مرتبط بفكرة الفن اليوناني العلماني الحديث في تلك الفترة والذي يرجع أكثر إلى الأساليب الكلاسيكية، بينما يشير الفن الديني إلى الفن البيزنطي أو الفن المستوحى من البيزنطي. علاوة على ذلك، لعب فنانون من الجزر الأيونية دورًا مهمًا ورائدًا في كثير من الأحيان في القرن الثامن عشر وبداية القرن التاسع عشر، إذ استغلوا مكتسبات عصر النهضة الإيطالية واستديوهات (مراسم) الباروك. باستمرار الجهود مع الاتجاهات والأهداف الجديدة، أعاد الفنانون اليونانيون الصاعدون في العالم خلال العقود الأولى من القرن التاسع عشر ربط الفن اليوناني بتقاليده القديمة، وكذلك بأهداف الاستديوهات الأوروبية، وخاصة تلك الموجودة في مدرسة ميونيخ، بأمثلة مُعرِّفه بالفن اليوناني المعاصر في تلك الفترة تتضمن أعمال ثيودوروس فريزاكيس ونيكيفوروس ليتراس.

### القرن العشرون
في بداية القرن العشرين، بسط تصوير المناظر الطبيعية نفوذه وتحول اهتمام الرسامين نحو دراسة الضوء واللون. ركد الاعتماد على ميونيخ وأصبحت باريس مركز جذب الفنانين في تلك الفترة. في أوائل القرن العشرين، حقق ديميتريوس جالانيس، وهو معاصر وصديق لبيكاسو، اعترافًا واسع النطاق في فرنسا وعضوية مدى الحياة في الأكاديمية الفرنسية عقب الإشادة به من قبل الناقد أندريه مالرو لكونه فنانًا قادرًا على «إثارة عواطف قوية مثل تلك التي تثيرها أعمال جوتو». في وقت لاحق من هذا القرن، حقق نيكوس إنجنوبولوس اعترافًا دوليًا بمفاهيمه السريالية في كلٍ من التصوير والشعر، بينما في أواخر الستينيات أصبح ديميتريس ميتاراس ويانيس سيكوبوديس مرتبطين بالواقعية النقدية الأوروبية. كانت الانطباعية هي التأثير الأصلي على شخصيات الفن البارزة في النصف الأول من القرن العشرين، كونستانتينوس بارثينيس وكونستانتينوس مالياس، في حين انضم نيكيفوروس ليتراس إلى المجموعات الطليعة في ميونيخ التي تشكل آخر رابط معروف لسلسلة الرسامين في تقليد ميونيخ العظيم في الفن اليوناني. أدى التطوير الإضافي لهؤلاء الرسامين إلى طرق أخرى، ولكن دائمًا في إطار الحركة الطليعية وإن كانت ذات بعد يوناني.
زاد الانطباعيون والمدارس الحديثة الأخرى تدريجيا من نفوذهم. في أوائل القرن العشرين، تحول الفنانون اليونانيون من ميونيخ إلى باريس. تغير اهتمام الرسامين والفنانين اليونانيين من التصوير التاريخي إلى المناظر الطبيعية اليونانية مع التركيز على الضوء والألوان الوفيرة في اليونان. ممثلو هذا التغيير الفني هم كونستانتينوس بارثينيس، وكونستانتينوس مالياس، ونيكيفوروس ليتراس، وجورجيوس بوزيانيس. يقدم كونستانتينوس بارثينيس، على وجه الخصوص، العناصر التاريخية والدينية والأسطورية التي تسمح بتصنيف التصوير اليوناني في الفن الحديث. وينطبق الشيء نفسه على مناظر كونستانتينوس مالياس الطبيعية وتعبيرية جورجيوس بوزيانيس. كانت فترة الثلاثينيات من القرن العشرين علامة بارزة بالنسبة للرسامين اليونانيين، مع ظهور يانيس تساروشيس، ويانيس موراليس، ونيكوس هادجيكرياكوس-غيكاس، وسبايروس فاسيليو، وأليكوس كونتوبولوس (أدخل التجريد إلى اللوحات اليونانية)، وسبايروس بابالوكاس في دائرة ضوء الفن اليوناني. حاول هؤلاء الرسامون بشكل أساسي ربط الاتجاهات الأوروبية الرائدة بالتقاليد اليونانية.

## الفنانون البارزون في القرن العشرين والواحد والعشرين
شهد النصف الثاني من القرن العشرين العديد من الفنانين اليونانيين المشاد بهم على نطاق واسع مثل قسطنطين أندرو، الحاصل على جوقة الشرف الفرنسية (ليون ديونور)، وثودوروس باباديميتريو، وهو نحات مشاد به عالميًا. كان جورجيو دي شيريكو رسامًا يونانيًا إيطاليًا مؤثرًا قبل السريالية والذي أسس الفن الميتافيزيقي. تعد جانيس كونيليس من رواد الحركة الفنية أرت بوفيرا. إلكتروس آكا فنانٌ حركيّ ونحات، أشهر فنان يعمل مع الضوء والصوت والحركة. كان ثيودوروس ستاموس رسامًا تجريديًا تعبيريًا معروفًا. كان كٌل من تاكيس، وشرايسا، وقنسطنطين زيناكيس من الفنانين المشاد بهم دوليًا في النحت الحركي. الفنانون اليونانيون البارزون الآخرون هم هيرمون دي جيوفانو، وفاروتسوس، وديميتريس ميتاراس، وأليكوس فاسيانوس، وثيوكاريس موريس، وديميتريس كوكوس (1948-)، ونيكوس ستراتاكيس، وستيفن أنتوناكوس، وكوستاس تسوكليس، ونيكوس هادجيكرياكوس-غيكاس، وثاناسيس ستيفوبولوس، وأجيليكا كوروفيسي، وييانيس ميلانيتيس.